# Daniel van den Dyck

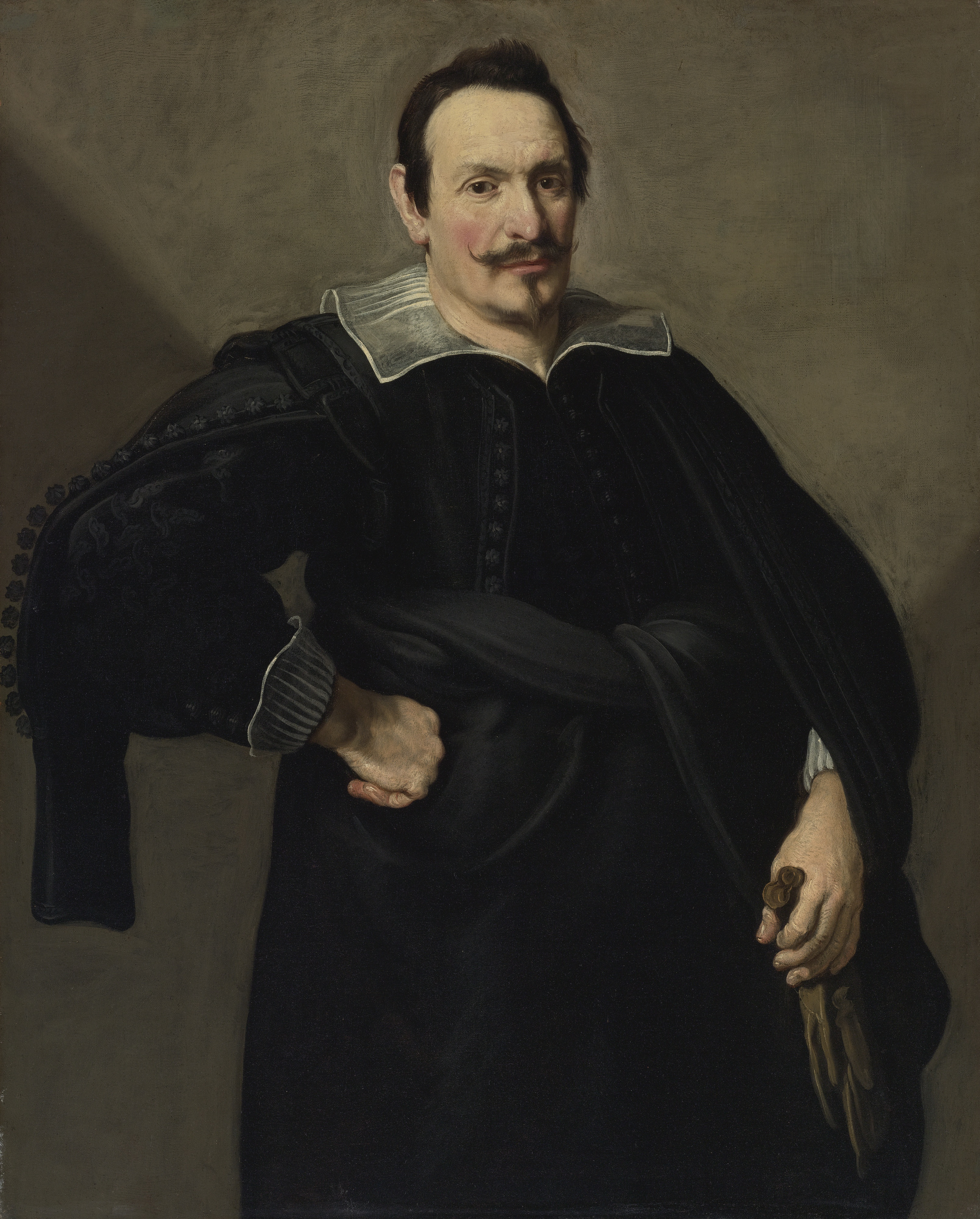
Porträt eines Edelmannes

Daniel van den Dyck, in Italien bekannt als Daniel Vandich (getauft am 3. Dezember 1614 in Antwerpen; † 1663 in Mantua) war ein flämischer Maler, Kupferstecher, Architekt und Ingenieur. Nach seiner Ausbildung in Antwerpen ging er nach Italien, wo er zunächst in Venedig arbeitete und später Hofmaler in Mantua war. Er war ein vielseitiger Künstler, der mythologische und religiöse Szenen sowie Porträts und Blumenbilder malte.

## Leben
Van den Dyck ging bei Peter Verhaecht (gestorben um 1652) in Antwerpen in die Malerlehre und wurde 1633 oder 1634 als Meister in die Malergilde (St. Lukas Gilde) aufgenommen. Ende September 1633 verließ er Antwerpen und ging nach Italien. Zunächst war er in Bergamo. 1634 ließ er sich in Venedig nieder. Dort heiratete er die Tochter des Malers Nicolas Régnier. Mit Pietro della Vecchia (1603–1678), der eine weitere Tochter von Régnier geheiratet hatte, malte er Wanddekorationen im Palazzo Pearo in Preganziol. Auch die Fresken in der Villa Contarini in Mira bei Venedig (aus der Legende der Psyche) wurden ihm zugeschrieben.
Ab 1658 arbeitete er am Hof des Herzogs von Mantua. Er wurde von Herzog Carlo II. Gonzaga zu seinem offiziellen Hofmaler, Architekten, Vermessungsingenieur für sein Bauprogramm und Ingenieur für die Bühnenentwürfe des Theaters ernannt sowie zum Leiter der herzoglichen Galerie. Er wurde mit der Rekonstruktion der herzoglichen Kunstsammlung betraut, die während der Herrschaft der beiden vorherigen Herzöge zerstreut worden war.  Möglicherweise erfolgte seine Ernennung auf Empfehlung seines Schwiegervaters, der dem Herzog bei verschiedenen Gelegenheiten Dienste geleistet hatte. Als Prefetto delle Fabbriche (Vermessungsingenieur) musste van den Dyck zwischen den verschiedenen Baustellen wie Maderno, Marmirolo, Mantua und Venedig umziehen, um den Transport der zahlreichen Marmorstatuen zu kontrollieren, den Fortschritt und die Qualität der verschiedenen Bauarbeiten am Herzogspalast sowie den Vorstadtresidenzen zu überprüfen, Vorräte und Werkzeuge zu bestellen, die täglichen Einsätze der Arbeiter zu organisieren und durch häufige Korrespondenz dafür zu sorgen, dass der Herzog rechtzeitig informiert wurde. Die ständigen und anstrengenden Reisen in dieser Funktion erlaubten es van den Dyck nicht als Maler zu arbeiten, der Hauptgrund für seine Berufung an den Hof. Dies mag erklären, warum van den Dyck eine große Werkstatt mit Assistenten betrieb. Diese Assistenten fertigten seine Werke an, die er dann „nachbesserte“.

## Werke
Daniel van den Dyck war ein vielseitiger Künstler, der mythologische und religiöse Szenen sowie Porträts und Blumenbilder schuf. Er schuf auch Grafiken nach seinen eigenen Entwürfen. Er signierte seine Werke oft mit seinem italienischen Namen 'Daniele vanden Dyck' Nur sehr wenige seiner Werke haben überlebt oder konnten mit Sicherheit identifiziert werden.
Sein Stil ist von Peter Paul Rubens beeinflusst, wie sein Gemälde des Heiligen Laurentius in der Kirche Madonna dell´Orto in Venedig zeigt.